# 李培蘭
李培蘭（?—?），四川省潼川府遂寧縣人，清朝政治人物、進士出身。
光緒九年（1883年），参加癸未科殿試，登進士二甲96名。同年五月，改翰林院庶吉士。